# Codiocarpus merrittii
Codiocarpus merrittii là một loài thực vật có hoa trong họ Stemonuraceae. Loài này được (Merr.) R.A.Howard mô tả khoa học đầu tiên năm 1943.